# Episodi de I Griffin (quarta stagione)
La quarta stagione della serie televisiva I Griffin, composta da 30 episodi, fu trasmessa negli Stati Uniti su Fox dal 1º maggio 2005 al 21 maggio 2006. Gli ultimi tre episodi, esclusi dalla numerazione ufficiale della Fox, sono una versione modificata del film La storia segreta di Stewie Griffin. La stagione fu trasmessa in italiano dal 6 luglio all'11 ottobre 2006 su Italia 1, tranne i suddetti tre episodi che furono invece trasmessi il 31 marzo 2008 sulla stessa rete.
La quarta stagione de I Griffin fa anche da revival della serie dato il fatto che la Fox inizialmente chiuse la produzione della serie con la terza stagione.
| nº | Codice di produzione | Titolo originale                               | Titolo italiano                                 | Prima TV USA      | Prima TV Italia   |
| -- | -------------------- | ---------------------------------------------- | ----------------------------------------------- | ----------------- | ----------------- |
| 1  | 4ACX01               | North by North Quahog                          | I due volti della passione                      | 1º maggio 2005    | 12 settembre 2006 |
| 2  | 4ACX02               | Fast Times at Buddy Cianci Jr. High            | Tutto accadde in una scuola                     | 8 maggio 2005     | 6 luglio 2006     |
| 3  | 4ACX04               | Blind Ambition                                 | Ambizione cieca                                 | 15 maggio 2005    | 17 ottobre 2006   |
| 4  | 4ACX03               | Don't Make Me Over                             | Il brutto anatroccolo                           | 5 giugno 2005     | 7 luglio 2006     |
| 5  | 4ACX08               | The Cleveland–Loretta Quagmire                 | Amicizia tradita                                | 12 giugno 2005    | 10 luglio 2006    |
| 6  | 4ACX09               | Petarded                                       | Genio ritardato                                 | 19 giugno 2005    | 11 luglio 2006    |
| 7  | 4ACX10               | Brian the Bachelor                             | Brian lo scapolo                                | 26 giugno 2005    | 12 luglio 2006    |
| 8  | 4ACX11               | 8 Simple Rules for Buying My Teenage Daughter  | Lo scambio equo                                 | 10 luglio 2005    | 13 luglio 2006    |
| 9  | 4ACX12               | Breaking Out Is Hard to Do                     | Evadere sembra facile ma...                     | 17 luglio 2005    | 14 luglio 2006    |
| 10 | 4ACX13               | Model Misbehavior                              | Top model                                       | 24 luglio 2005    | 17 luglio 2006    |
| 11 | 4ACX14               | Peter's Got Woods                              | Il mio migliore amico                           | 11 settembre 2005 | 18 luglio 2006    |
| 12 | 4ACX15               | Perfect Castaway                               | Naufragio perfetto                              | 18 settembre 2005 | 11 ottobre 2006   |
| 13 | 4ACX16               | Jungle Love                                    | In fuga dai problemi                            | 25 settembre 2005 | 19 luglio 2006    |
| 14 | 4ACX17               | PTV                                            | Abbasso la censura                              | 6 novembre 2005   | 12 settembre 2006 |
| 15 | 4ACX18               | Brian Goes Back to College                     | Brian torna al college                          | 13 novembre 2005  | 20 luglio 2006    |
| 16 | 4ACX19               | The Courtship of Stewie's Father               | L'amore di papà                                 | 20 novembre 2005  | 3 ottobre 2006    |
| 17 | 4ACX20               | The Fat Guy Strangler                          | Se non son matti                                | 27 novembre 2005  | 21 luglio 2006    |
| 18 | 4ACX22               | The Father, the Son, and the Holy Fonz         | Padre, figlio e spirito Fonzie                  | 18 dicembre 2005  | 18 settembre 2006 |
| 19 | 4ACX21               | Brian Sings and Swings                         | La vita è uno swing                             | 8 gennaio 2006    | 24 luglio 2006    |
| 20 | 4ACX25               | Patriot Games                                  | Il grande giocatore                             | 29 gennaio 2006   | 25 luglio 2006    |
| 21 | 4ACX23               | I Take Thee Quagmire                           | Oggi sposi                                      | 12 marzo 2006     | 26 luglio 2006    |
| 22 | 4ACX24               | Sibling Rivalry                                | Grasso è bello                                  | 26 marzo 2006     | 27 luglio 2006    |
| 23 | 4ACX26               | Deep Throats                                   | Nuovi talenti                                   | 9 aprile 2006     | 28 luglio 2006    |
| 24 | 4ACX27               | Peterotica                                     | Peterotica                                      | 23 aprile 2006    | 18 settembre 2006 |
| 25 | 4ACX28               | You May Now Kiss the... Uh... Guy Who Receives | Ora puoi anche baciare... il ragazzo            | 30 aprile 2006    | 26 settembre 2006 |
| 26 | 4ACX29               | Petergeist                                     | Strane presenze                                 | 7 maggio 2006     | 31 luglio 2006    |
| 27 | 4ACX30               | The Griffin Family History                     | La storia sconclusionata della famiglia Griffin | 14 maggio 2006    | 11 ottobre 2006   |
| 28 | 4ACX05               | Stewie B. Goode                                | Stewie diventa buono                            | 21 maggio 2006    | 31 marzo 2008     |
| 29 | 4ACX06               | Bango Was His Name, Oh!                        | E Bango era il suo nome                         | 21 maggio 2006    | 31 marzo 2008     |
| 30 | 4ACX07               | Stu and Stewie's Excellent Adventure           | Le grandi avventure di Stewie e Stu             | 21 maggio 2006    | 31 marzo 2008     |

## I due volti della passione
- Sceneggiatura: Seth MacFarlane
- Regia: Peter Shin
- Messa in onda originale: 1º maggio 2005
- Messa in onda italiana: 12 settembre 2006

Durante la loro seconda luna di miele, Peter e Lois riescono ad accedere alla suite privata di Mel Gibson di un hotel, e scoprono lo scandaloso sequel de La passione di Cristo. Nel frattempo a Quahog, Brian e Stewie devono fare i conti con Chris, scoperto a bere alcolici durante una festa della scuola...
- Guest star: Don LaFontaine, Hunter Gomez, Bill Ratner, Rick Kuhlman, Mel Gibson e André Sogliuzzo.

## Tutto accadde in una scuola
- Sceneggiatura: Ken Goin
- Regia: Pete Michels
- Messa in onda originale: 8 maggio 2005
- Messa in onda italiana: 6 luglio 2006

Tutti i Griffin (tranne Meg) si recano alla scuola Buddy Cianci per prendere parte ad una lezione speciale di inizio anno, durante la lezione l'insegnante d'inglese, la signora Clifton, scoprirà di aver vinto alla lotteria, andandosene gridando dalla classe e licenziandosi, il nuovo insegnante d'inglese che la sostituirà, sarà proprio Brian, che instaurerà presto un bel rapporto con la classe, tuttavia un giorno verrà spostato in una classe di delinquenti in cui cercherà inutilmente di insegnare letteratura inglese, nel frattempo arriva la sua sostituta, Lana Lockhart, una donna bionda e seducente che attirerà subito l'attenzione dei ragazzi, compreso Chris, che proverà inutilmente a conquistarla usando dei consigli orribili dategli da Peter, la signora Lockhart allora deciderà di sfruttarlo a suo vantaggio, dicendogli che potranno stare insieme solo se Chris ucciderà suo marito, il ragazzo però rifiuterà e la signora Lockhart deciderà di ucciderlo da sola usando un orso. 
Nel frattempo Lois viene a sapere della cosa attraverso un biglietto trovato nella tasca di Chris e si reca nell'abitazione della donna e del marito, dopo aver trovato il cadavere lo butterà in un lago in modo da non far andare il figlio in galera. 
Il giorno seguente con una notizia al telegiornale la famiglia scoprirà che in realtà è stata la stessa Lana Lockhart ad uccidere il marito, a fine episodio viene vista in un motel con l'orso che ha usato per ucciderlo, che si scopre essere il suo fidanzato.
- Guest star: Drew Barrymore e Steven Zirnkilton.

## Ambizione cieca
- Sceneggiatura: Steve Callaghan
- Regia: Chuck Klein
- Messa in onda originale: 15 maggio 2005
- Messa in onda italiana: 17 ottobre 2006

Lois viene spiata in bagno da Quagmire che viene arrestato, ma il suo amico Joe lo fa uscire di prigione, essendo un poliziotto, così chiede a Peter di fargli passare la sua ossessione per le donne. Intanto, geloso dei successi dei suoi amici, Peter decide di entrare nel guinness dei primati.
Nel corso dell'episodio, Peter ha uno scontro con Ernie il pollo gigante.
- Guest star: Gina Gershon, Judd Hirsch, Gary Cole e Joan Cusack.

## Il brutto anatroccolo
- Sceneggiatura: Gene Laufenberg
- Regia: Sarah Frost
- Messa in onda originale: 5 giugno 2005
- Messa in onda italiana: 7 luglio 2006

Meg partecipa al programma Il brutto anatroccolo per diventare più bella. Durante uno spettacolo al carcere di Quahog, ogni membro della famiglia prende in mano uno strumento, con Meg come cantante. Lo spettacolo riscuote un notevole successo e la band della famiglia diviene famosa.
- Guest star: Bob Widmer, Tara Strong e Gene Simmons.

## Amicizia tradita
- Sceneggiatura: Patrick Henry e Mike Henry
- Regia: James Purdum
- Messa in onda originale: 12 giugno 2005
- Messa in onda italiana: 10 luglio 2006

Loretta e Quagmire intraprendono una relazione segreta alle spalle di Cleveland, accusato dalla moglie di non riuscire più a soddisfarla sessualmente.
- Guest star: Emeril Lagasse.

## Genio ritardato
- Sceneggiatura: Alec Sulkin e Wellesley Wild
- Regia: Seth Kearsley
- Messa in onda originale: 19 giugno 2005
- Messa in onda italiana: 11 luglio 2006

Dopo aver vinto una partita all'edizione per bambini di Trivia, Peter sfida Brian che lo accusa di non essere realmente un genio, e fa un test per valutare il suo quoziente intellettivo. Ma quando riceve i risultati, scopre di essere mentalmente ritardato.
- Guest star: Cloris Leachman e LeVar Burton.

## Brian lo scapolo
- Sceneggiatura: Mark Hentemann
- Regia: Dan Povenmire
- Messa in onda originale: 26 giugno 2005
- Messa in onda italiana: 12 luglio 2006

Brian partecipa per errore al reality show Single insieme a Quagmire. Nel frattempo, sotto il controllo di un brufolo di nome "Doug", Chris si trasforma in un vandalo, finendo nei guai con la polizia.
- Guest star: Jessica Biel, Kevin Michael Richardson, Michael Bell, Nancy Cartwright e Dr. Drew.

## Lo scambio equo
- Sceneggiatura: Patrick Meighan
- Regia: Greg Colton
- Messa in onda originale: 10 luglio 2005
- Messa in onda italiana: 13 luglio 2006

Per saldare un conto salato in farmacia, Peter decide di vendere Meg al figlio di Mort Goldman, proprietario del negozio. Intanto, Stewie si innamora della sua nuova babysitter.
- Guest star: Joanna García.

## Evadere sembra facile ma...
- Sceneggiatura: Tom Devanney
- Regia: Kurt Dumas
- Messa in onda originale: 17 luglio 2005
- Messa in onda italiana: 14 luglio 2006

Lois diventa cleptomane, iniziando a rubare qualunque cosa le passi davanti. Joe la scopre e la arresta, ma riesce ad evadere e, insieme al resto della famiglia, fugge ad Asiantown, dove inizia una nuova vita.
- Guest star: a-ha.

## Top model
- Sceneggiatura: Steve Callaghan
- Regia: Sarah Frost
- Messa in onda originale: 24 luglio 2005
- Messa in onda italiana: 17 luglio 2006

I Griffin vincono una regata contro il padre di Lois, occasione questa usata dalla figlia per rinfacciargli il suo comportamento censorio. Brian ottiene da Stewie una medicina contro i vermi rettali, ma in cambio che lui lavori in una "ditta" dallo stesso Stewie messa in piedi. Lois arriva ad essere una top model, esibendo un comportamento anoressico e sempre più scandaloso, costringendo Peter a fermarla collaborando con suo padre (dopo aver mangiato una pigna per ottenere la sua collaborazione).
- Guest star: Pierce Brosnan.

## Il mio migliore amico
- Sceneggiatura: Danny Smith
- Regia: Chuck Klein e Zac Moncrief
- Messa in onda originale: 11 settembre 2005
- Messa in onda italiana: 18 luglio 2006

Brian si innamora di una giovane insegnante afro-americana, e insieme propongono di cambiare il nome della scuola superiore di Quahog e intitolarla a Martin Luther King. Per ripicca, Peter convoca James Woods (a cui è dedicato l'istituto) e insieme diventano grandi amici.
- Guest star: James Woods, Gabrielle Union, Patrick Stewart, Jonathan Frakes e Michael Dorn.

## Naufragio perfetto
- Sceneggiatura: John Viener
- Regia: James Purdum
- Messa in onda originale: 18 settembre 2005
- Messa in onda italiana: 11 ottobre 2006

Durante una gita in barca, Peter, Joe, Quagmire e Cleveland si ritrovano in mezzo a una tempesta, e naufragano su un'isola deserta in mezzo all'oceano. Nel frattempo a Quahog la popolazione li dà per morti, e Lois decide di ri-sposarsi con Brian.
- Guest star: Nessuna.

## In fuga dai problemi
- Sceneggiatura: Mark Hentemann
- Regia: Seth Kearsley
- Messa in onda originale: 25 settembre 2005
- Messa in onda italiana: 19 luglio 2006

Bullizzato dopo il primo giorno di scuola alla James Woods High, Chris decide di arruolarsi nell'esercito della pace per sfuggire al problema di essere un novellino. Intanto a Quahog, Peter trova un nuovo lavoro alla fabbrica di birra locale.
- Guest star: Carrie Fisher, Will Ferrell e Jay Mohr.

## Abbasso la censura
- Sceneggiatura: Alec Sulkin e Wellesley Wild
- Regia: Dan Povenmire
- Messa in onda originale: 6 novembre 2005
- Messa in onda italiana: 12 settembre 2006

Dopo uno scandaloso incidente alla premiazione degli Emmy, il comitato TV decide di censurare i contenuti televisivi. Peter decide così di creare una rete televisiva in proprio (la PTV) priva di ogni censura come in passato, ma finisce nei guai.
- Guest star: Nessuna.

## Brian torna al college
- Sceneggiatura: Matt Fleckenstein
- Regia: Greg Colton
- Messa in onda originale: 13 novembre 2005
- Messa in onda italiana: 20 luglio 2006

Brian viene assunto dal prestigioso The New Yorker, ma da lì a poco viene licenziato poiché non ha mai completato il college; Brian decide così, con l'aiuto di Stewie, di completare gli studi. Nel frattempo, Peter e amici, dopo aver vinto un concorso televisivo anni '80, formano il loro A-Team.
- Guest star: Stephen Hawking

## L'amore di papà
- Sceneggiatura: Kirker Butler
- Regia: Kurt Dumas
- Messa in onda originale: 20 novembre 2005
- Messa in onda italiana: 3 ottobre 2006

Chris è costretto a svolgere alcuni lavoretti per il suo anziano e pervertito vicino di casa, il signor Herbert, dopo avergli rotto la finestra. Nel frattempo, Peter e Stewie decidono di trascorrere un po' più di tempo insieme, ai danni di Lois.
- Guest star: Nessuna.

## Se non son matti
- Sceneggiatura: Chris Sheridan
- Regia: Sarah Frost
- Messa in onda originale: 27 novembre 2005
- Messa in onda italiana: 21 luglio 2006

Dopo aver avuto dal dottore la notizia di essere molto grasso, Peter decide di fondare un gruppo di sostegno per le persone in sovrappeso. Intanto, Lois scopre di avere un fratello rinchiuso in manicomio. Il problema è che il fratello in questione è un omicida psicopatico di persone in sovrappeso. Così tenta di uccidere Peter ma viene fermato da Lois e torna in manicomio.
- Guest star: Robert Downey Jr.
- Errori: Quando il padre di Lois chiama la figlia al telefono per chiederle come mai avesse fatto uscire Patrick dal manicomio, si nota che il sig. Pewterschmidt ha il telefono al contrario.

## Padre, figlio e spirito Fonzie
- Sceneggiatura: Danny Smith
- Regia: James Purdum
- Messa in onda originale: 18 dicembre 2005
- Messa in onda italiana: 18 settembre 2006

Peter decide di creare una chiesa dedicata ad Arthur Fonzarelli di Happy Days dopo aver avuto alcune delicate discussioni in materia religiosa con suo padre Francis e questi ha voluto battezzare Stewie. Tuttavia l'acqua santa era inquinata, e così il sistema immunitario di Stewie si indebolisce a tal punto che il bambino è costretto a girare in una sfera di plastica.
- Guest star: Charles Durning, Tom Bosley, Marion Ross, Gary Cole, Sherman Hemsley e Paula Abdul.

## La vita è uno swing
- Sceneggiatura: Michael Rowe
- Regia: Chuck Klein e Zac Moncrief
- Messa in onda originale: 8 gennaio 2006
- Messa in onda italiana: 24 luglio 2006

A seguito di un incidente, Brian cade in depressione, ma riesce a riprendersi e a iniziare una nuova vita come seconda voce per la band di Frank Sinatra Jr.. Meg intanto, per trovare nuove amiche, finge di essere lesbica.
- Guest star: Frank Sinatra Jr., Don LaFontaine e Mark Borchardt.

## Il grande giocatore
- Sceneggiatura: Mike Henry
- Regia: Cyndi Tang
- Messa in onda originale: 29 gennaio 2006
- Messa in onda italiana: 25 luglio 2006

Peter diventa un giocatore dei New England Patriots e si trasferisce temporaneamente in Inghilterra. Nel frattempo, Stewie perseguita Brian per farsi restituire una somma di denaro.
- Guest star: Tom Brady, Carol Channing, Bob Costas, Jay Leno e Troy Brown.

## Oggi sposi
- Sceneggiatura: Tom Maxwell, Don Woodard e Steve Callaghan
- Regia: Seth Kearsley
- Messa in onda originale: 12 marzo 2006
- Messa in onda italiana: 26 luglio 2006

Peter vince a La ruota della fortuna una settimana di cameriera gratis, ma questa si innamora di Quagmire, con l'intenzione di sposarlo. Intanto, Lois cerca disperatamente di svezzare Stewie.
- Guest star: Adam Carolla, Nicole Sullivan, Alex Trebek e Bryan Cranston.

## Grasso è bello
- Sceneggiatura: Cherry Chevapravatdumrong
- Regia: Dan Povenmire
- Messa in onda originale: 26 marzo 2006
- Messa in onda italiana: 27 luglio 2006

Per evitare rischi di impreviste gravidanze, Peter fa la vasectomia: Lois, in astinenza, per soffocare la rabbia inizia a mangiare fino a diventare obesa. Nel frattempo, Bertram, nato da uno spermatozoo depositato alla banca del seme da Peter, viene alla luce, e inizia una guerra contro Stewie, ma alla fine si arrende. L'obesità di Lois fa tornare in Peter il desiderio sessuale, tuttavia Lois ha un infarto e, per operarla, le viene tolto il grasso accumulato.
- Guest star: Wallace Shawn.

## Nuovi talenti
- Sceneggiatura: Alex Borstein
- Regia: Greg Colton
- Messa in onda originale: 9 aprile 2006
- Messa in onda italiana: 28 luglio 2006

Meg inizia a lavorare come assistente del sindaco Adam West, ma Brian e Stewie indagano di nascosto sui misteri del primo cittadino e scoprono ben presto una scioccante verità. Nel frattempo, Peter e Lois partecipano a un concorso per nuovi talenti di Quahog.
- Guest star: Adam West e H. Jon Benjamin.

## Peterotica
- Sceneggiatura: Patrick Meighan
- Regia: Kurt Dumas
- Messa in onda originale: 23 aprile 2006
- Messa in onda italiana: 18 settembre 2006

Deluso da un romanzo erotico comprato in un porno-shop, Peter decide di diventare lui stesso uno scrittore di romanzi erotici.
- Guest star: Betty White.

## Ora puoi anche baciare... il ragazzo
- Sceneggiatura: David A. Goodman
- Regia: Dominic Polcino
- Messa in onda originale: 30 aprile 2006
- Messa in onda italiana: 26 settembre 2006

Jasper, il cugino gay di Brian, arriva a Quahog, dove decide di sposarsi. Ma quando il sindaco West decide di vietare i matrimoni tra gay, Brian decide di fare una petizione per impedirlo. Il sindaco West non accetta la richiesta di Brian e quest'ultimo lo prende in ostaggio.
- Guest star: Adam West.

## Strane presenze
- Sceneggiatura: Alec Sulkin e Wellesley Wild
- Regia: Sarah Frost
- Messa in onda originale: 7 maggio 2006
- Messa in onda italiana: 31 luglio 2006

Scavando, Peter trova il teschio di un nativo americano sepolto nel cortile. Brian lo avverte di rimetterlo a posto, ma Peter decide di usarlo nei modi più disparati. Quella notte, i Griffin iniziano ad avvertire una serie di fenomeni paranormali.
- Guest star: Carrot Top, Jim J. Bullock e Bob Costas.

## La storia sconclusionata della famiglia Griffin
- Sceneggiatura: John Viener
- Regia: Zac Moncrief
- Messa in onda originale: 14 maggio 2006
- Messa in onda italiana: 11 ottobre 2006

Lois e Peter sentono un suono provenire dal piano di sotto. Peter guarda giù dalle scale e trova tre ladri in passamontagna. L'intera famiglia entra in allarme e si rifugia nella stanza anti-panico di Peter. Lì dentro Peter decide di raccontare la storia della famiglia Griffin.
- Guest star: Judith Light.